# Marthe Pingot
Marthe Pingot, död efter 1796, var en fransk militant revolutionär jakobin, verksam under den franska revolutionen.
Hon var gift med skomakaren och jakobinen Chalandon.
Hon var en av de kvinnor som signerade petitionen 6 mars 1792, som föreslog att även kvinnor skulle få göra militärtjänst. Hon gjorde sig känd som jakobin under skräckväldet. När hennes make arresterades efter Robespierres fall ryktades även hon ha blivit gripen, på grund av sitt inflytande. 
Hon arresterades efter den jakobinska resningen Prairial år III (1795) åtalad för sin politiska aktivism, bland annat för att ha influerat kommissionärer, och för att ha propagerat för att monarkins konfiskerade egendom inte skulle säljas utan delas ut till allmänheten.
Hon frigavs 1796.